# Chiesa di San Giuseppe a Chiaia

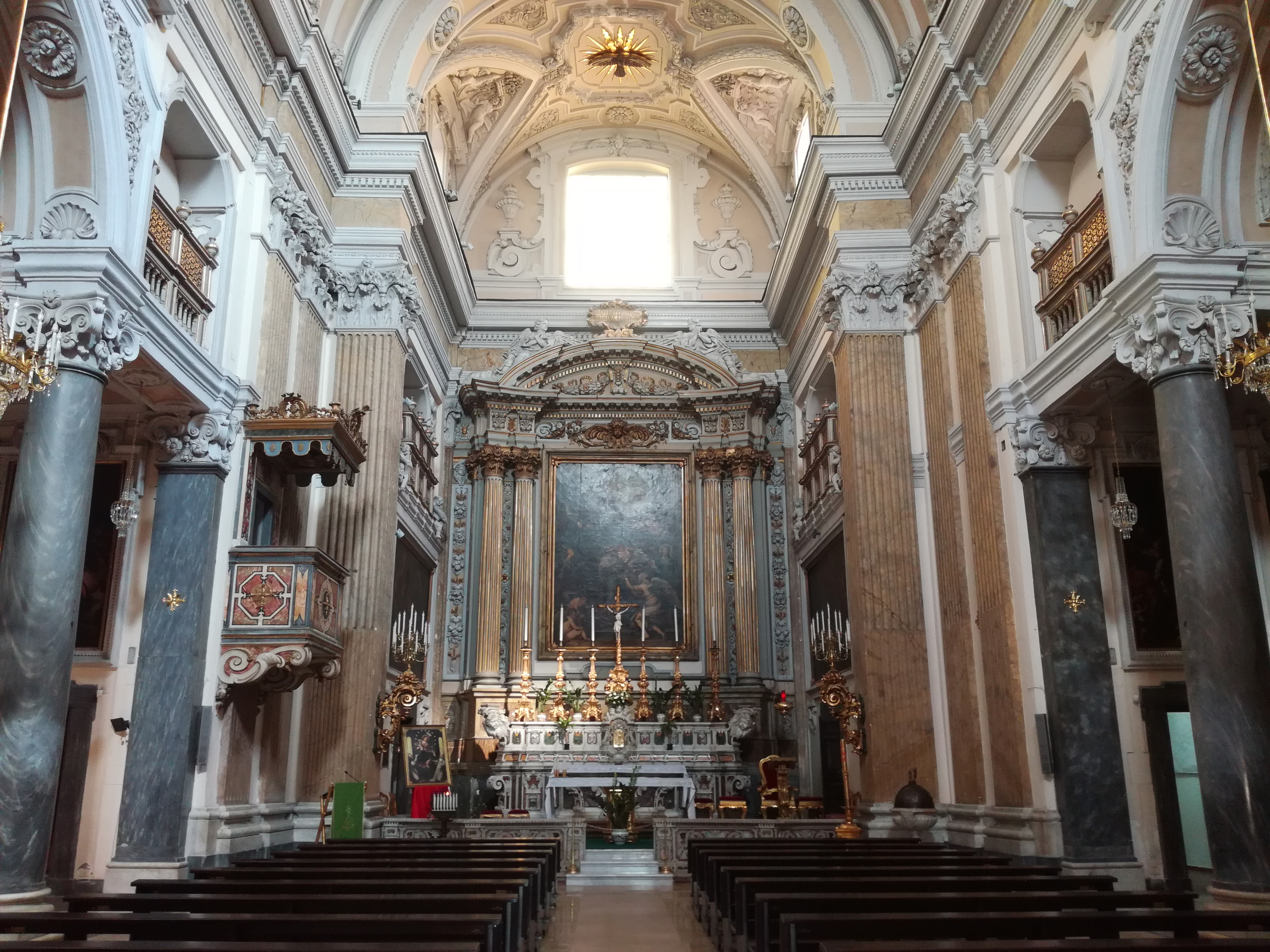
L'interno

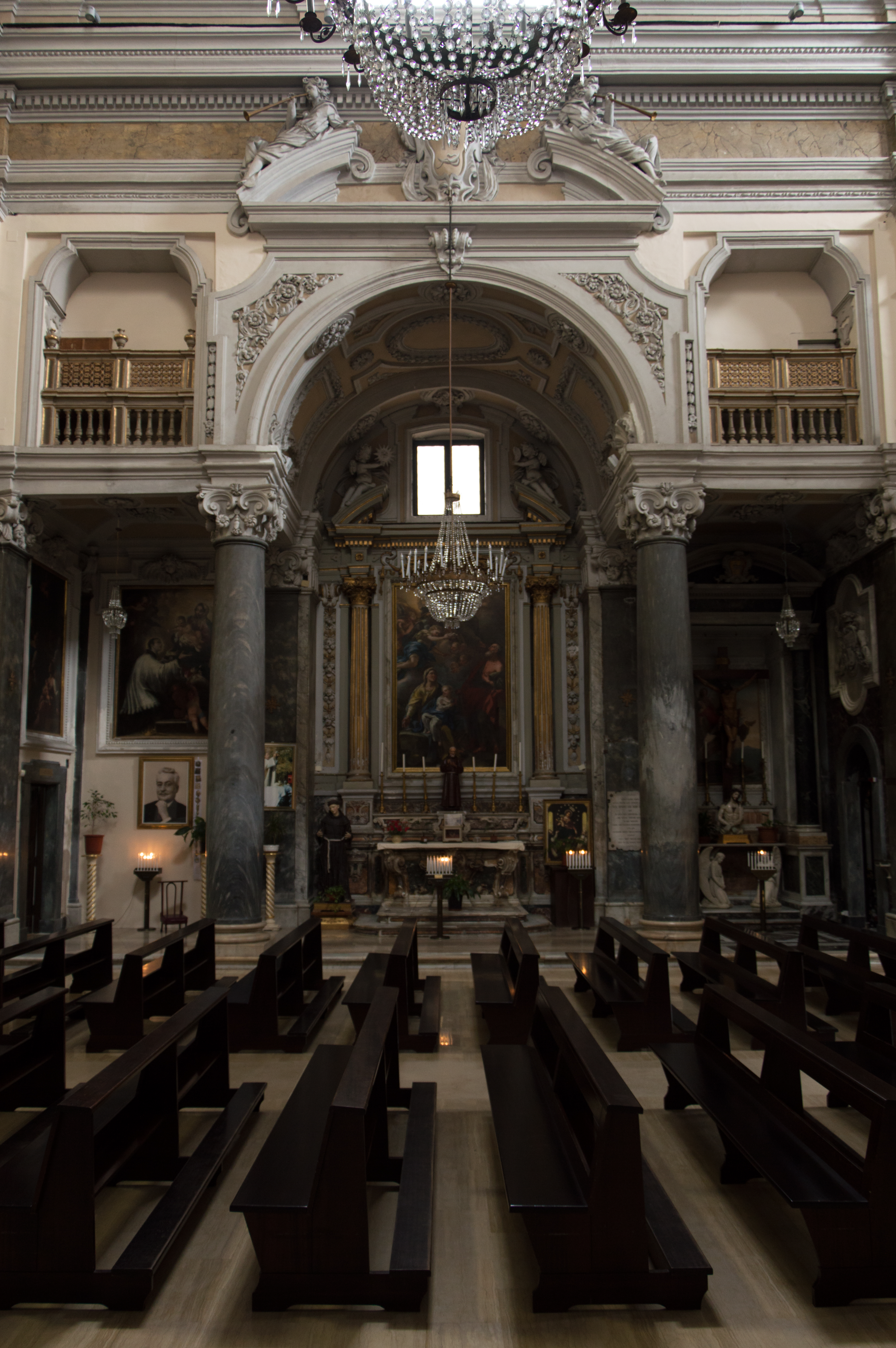
Visuale sul transetto destro

La chiesa di San Giuseppe a Chiaia è una delle chiese barocche di Napoli. La chiesa sorge sulla Riviera di Chiaia, nell'omonimo quartiere.
La chiesa, in origine, era una cappella voluta dal gesuita Flaminio Magnati. Nacque dapprima, come casa di riposo per i malati della congrega; in seguito, divenne noviziato.
L'edificio venne ingrandito tra il 1666 ed il 1673 da Tommaso Carrere. Nel secolo successivo, con la cacciata dei Gesuiti, la struttura venne allestita a scuola nautica. Ferdinando I, nel 1817 circa, vi istituì l'ospizio dei ciechi chiamandolo Casa di San Giuseppe e Lucia.
La costruzione della chiesa come la vediamo oggi è stata possibile grazie alle donazioni private della seconda metà del Seicento, che hanno permesso l'ampliamento della precedente cappella.
L'interno è molto interessante da un punto di vista architettonico. Le opere pittoriche contenute sono di: Luca Giordano (la Visione di Sant'Ignazio, il San Francesco Borgia e il San Francesco Saverio), Nicola Malinconico (Sant'Anna, San Gioacchino e la Vergine Bambina), Domenico Di Marino (San Luigi Gonzaga riceve il bambino dalla Vergine), Giacomo Farelli (Morte di San Giuseppe e Fuga in Egitto), Francesco Di Maria (San Giuseppe che tiene in braccio il Bambin Gesù al centro dietro l'altare maggiore e Sant'Anna con la vergine bambina in sacrestia), Antonio Sarnelli (Annunciazione e Sogno di San Giuseppe), Carlo Mercurio (Assunzione, Nascita di Maria e Presentazione di Maria al Tempio) e Biagio Molinaro (1825-1868; il quale realizzò una tela con il Trasporto del corpo di Santa Restituta da Napoli a Ischia e affrescò la volta della Cappella Holland, situata a destra rispetto all'ingresso). Di Tommaso Solari è il monumento funebre dedicato a Lord Henry Edward Fox Holland (1802-1859) nella sopramenzionata cappellina.

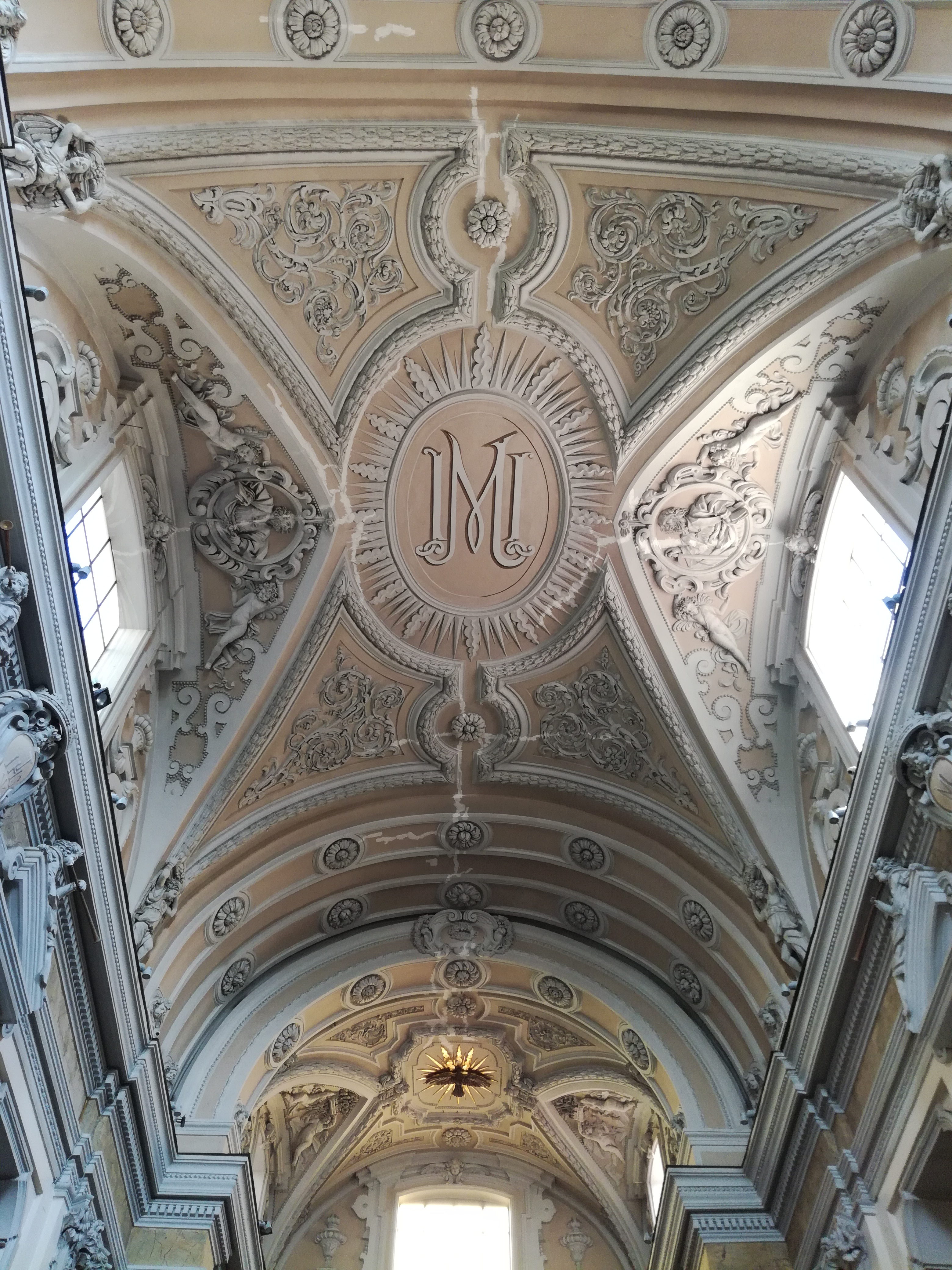
La volta con decorazioni a stucco, tipiche del barocco napoletano
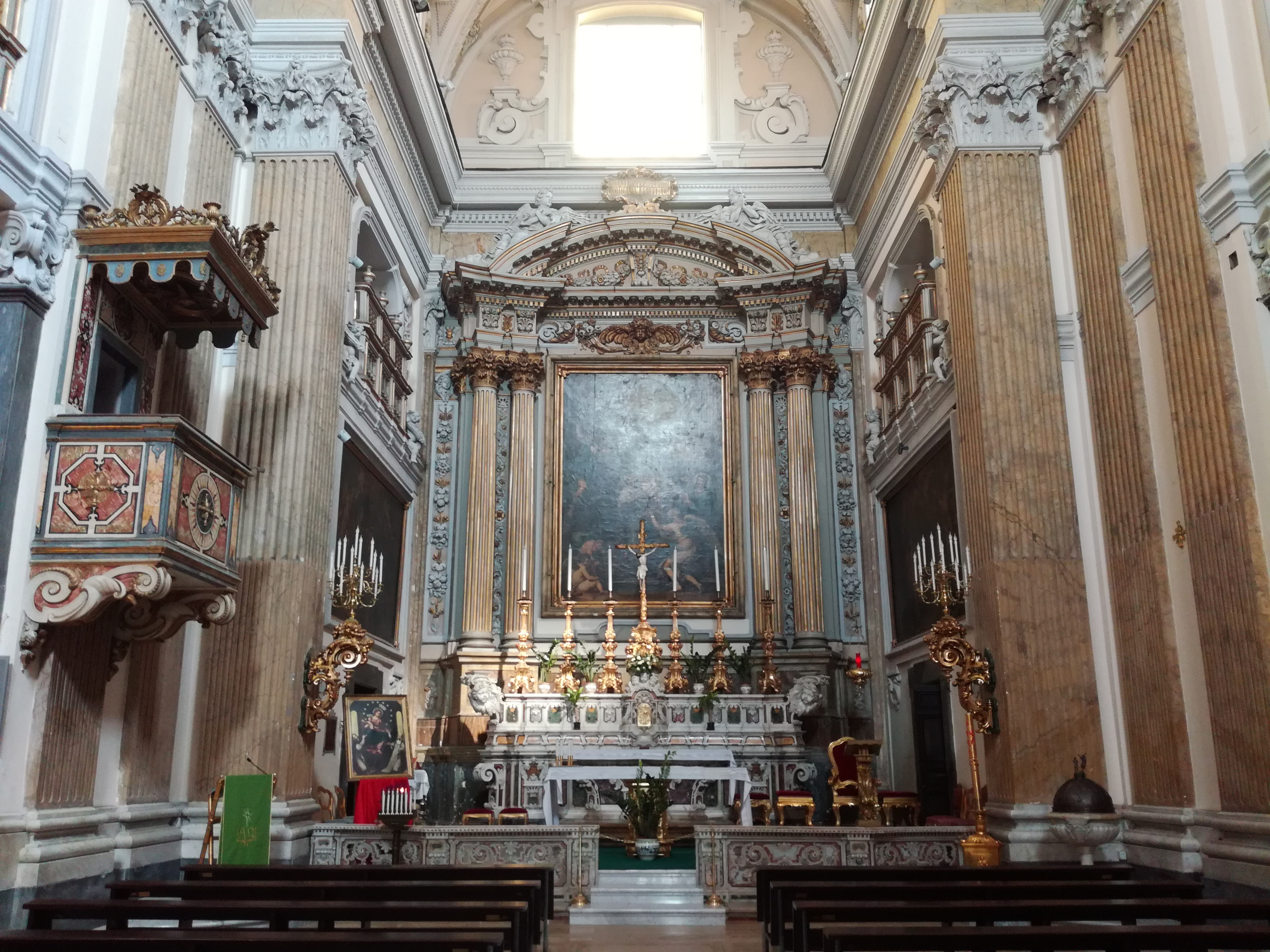
Altare maggiore